# シャルル＝オーギュスト・ルブール
シャルル＝オーギュスト・ルブール（Charles-Auguste Lebourg、1829年2月20日 - 1906年2月）はフランスの彫刻家である。イギリス人の富豪、リチャード・ウォーレス卿が普仏戦争後のパリに寄贈して、多くの街角に設置された飲料水用の給水源、ヴァラス噴水(Fontaine Wallace)のデザインをしたことで知られている。

## 略歴
ナントで生まれた。1851年にパリに出て、パリ国立高等美術学校に入学し、フランソワ・リュードらに学んだ。1852年からパリのサロンに出展を続け、1855年のパリ万国博覧会に出展した作品は選外佳作(honorable mention)を受賞した。サロンへ出展を続ける一方、建築家のエクトル・ルフュールの指揮下でルーブル宮殿のマルサン館の建設のための装飾彫刻の制作やサントトリニテ教会やパリ市庁舎の装飾彫刻に参加した。故郷のナントにもスタジオを開き、ナントにあるジャンヌ・ダルクのモニュメントの制作もした。
ルブールの作品として最も有名な作品は、ヴァラス噴水(Fontaine Wallace)のカリアティード（女像柱）である。この噴水は人生の大半をパリで過ごしたイギリス人、準男爵リチャード・ウォーレス（Sir Richard Wallace, 1st Baronet:美術収集家として知られる4代ハートフォード侯リチャード・シーモア＝コンウェイの非嫡出子で、侯爵の財産を相続した）が、普仏戦争後にパリ市民の飲料水を提供するため、多くの街角に設置する資金を寄贈して設置された。パリには100か所ほど設置され、その複製はナントにも設置され、その後、世界中に置かれている。
晩年は仕事に恵まれず、貧困の中でパリで亡くなった。

## 作品

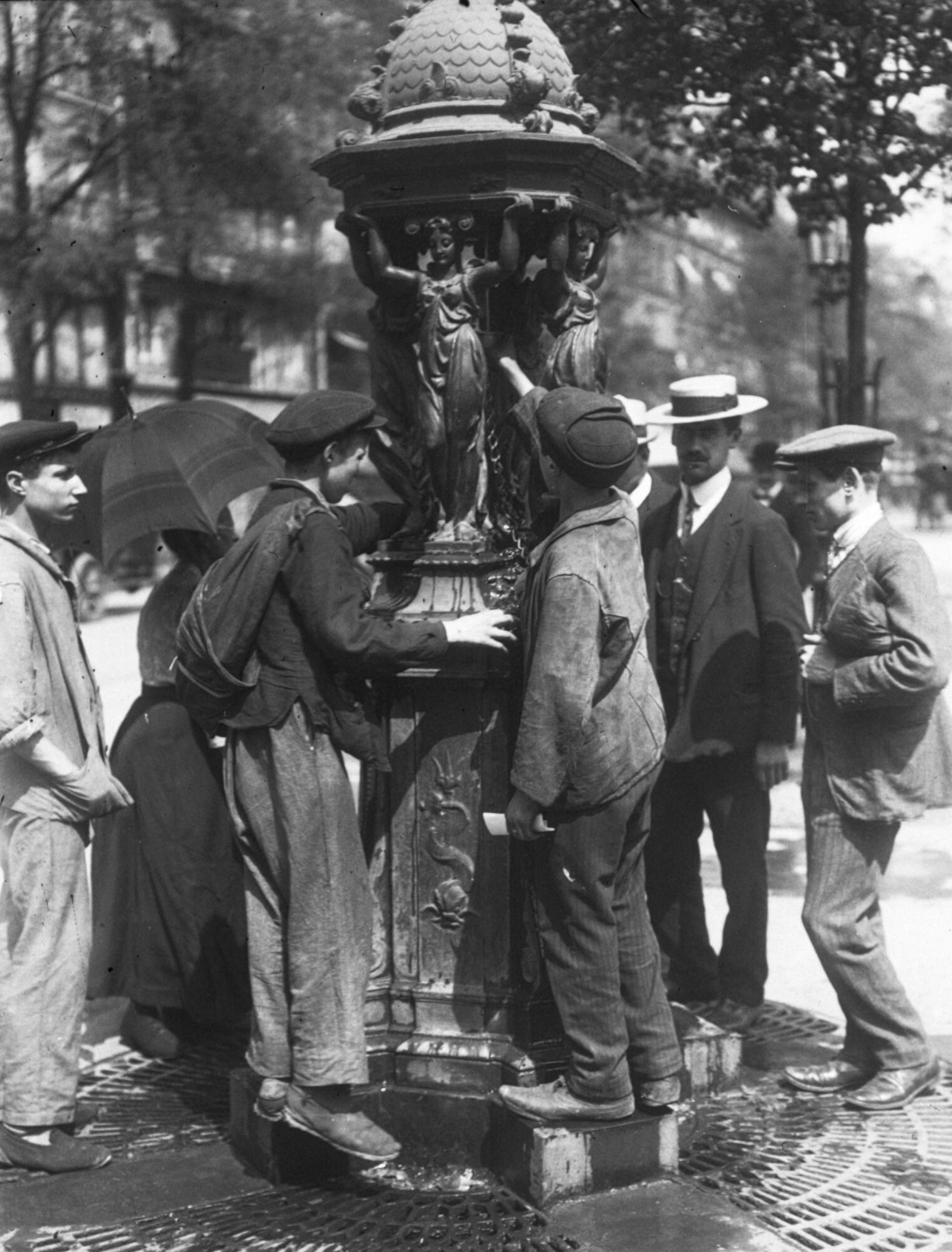
1911年にヴァラス噴水で水を飲むパリ市民
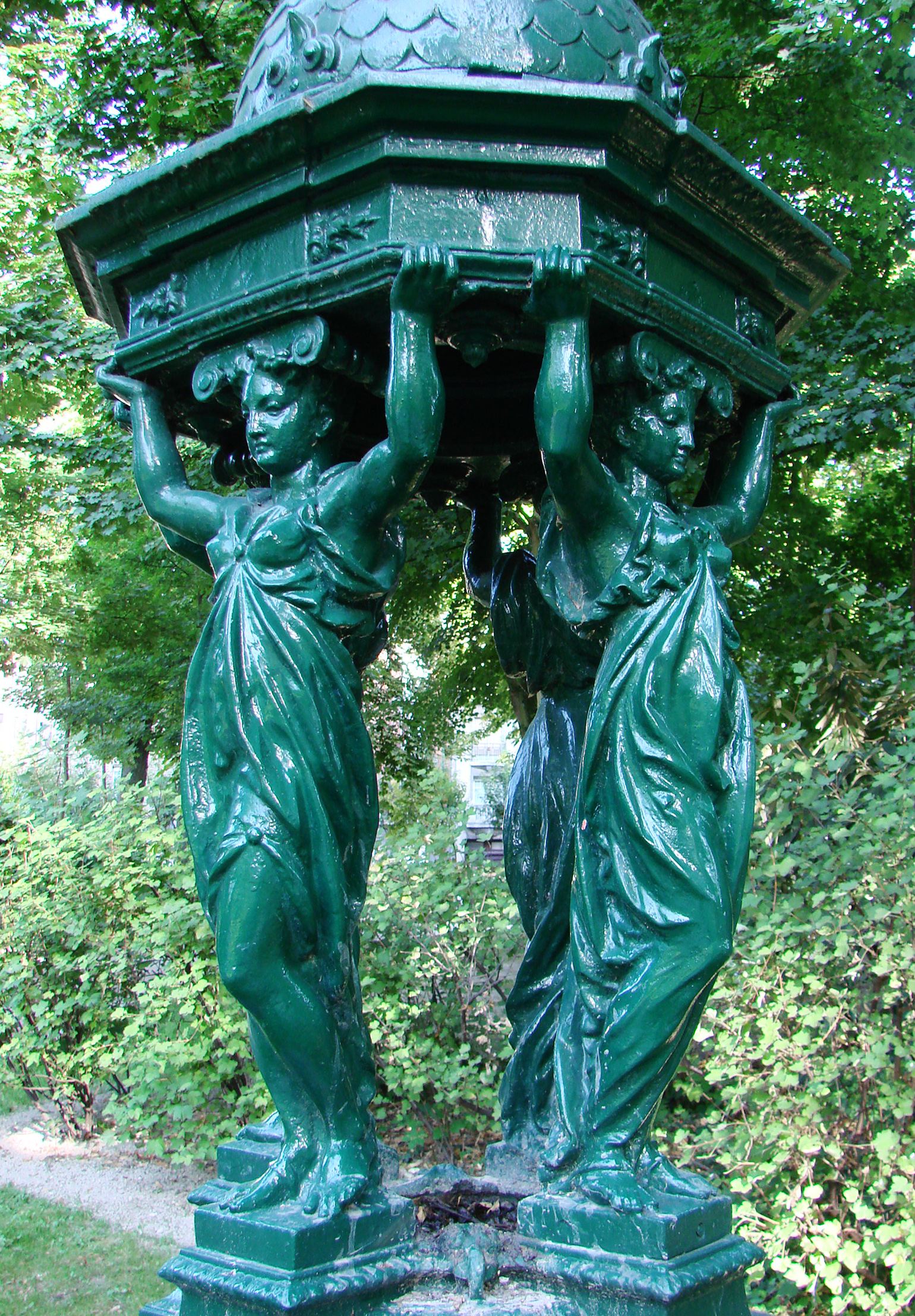
ヴァラス噴水
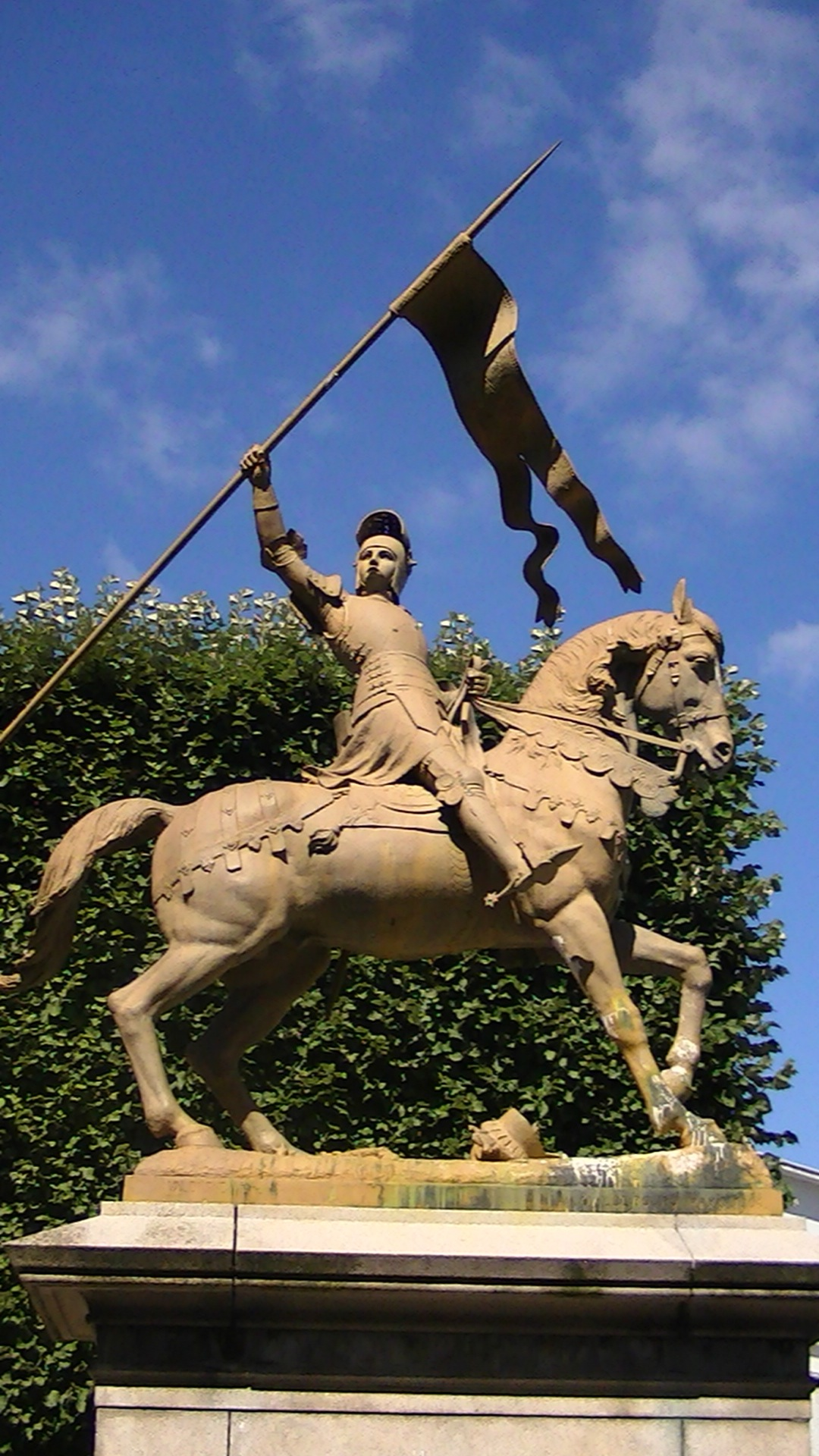
ナントにあるジャンヌダルク
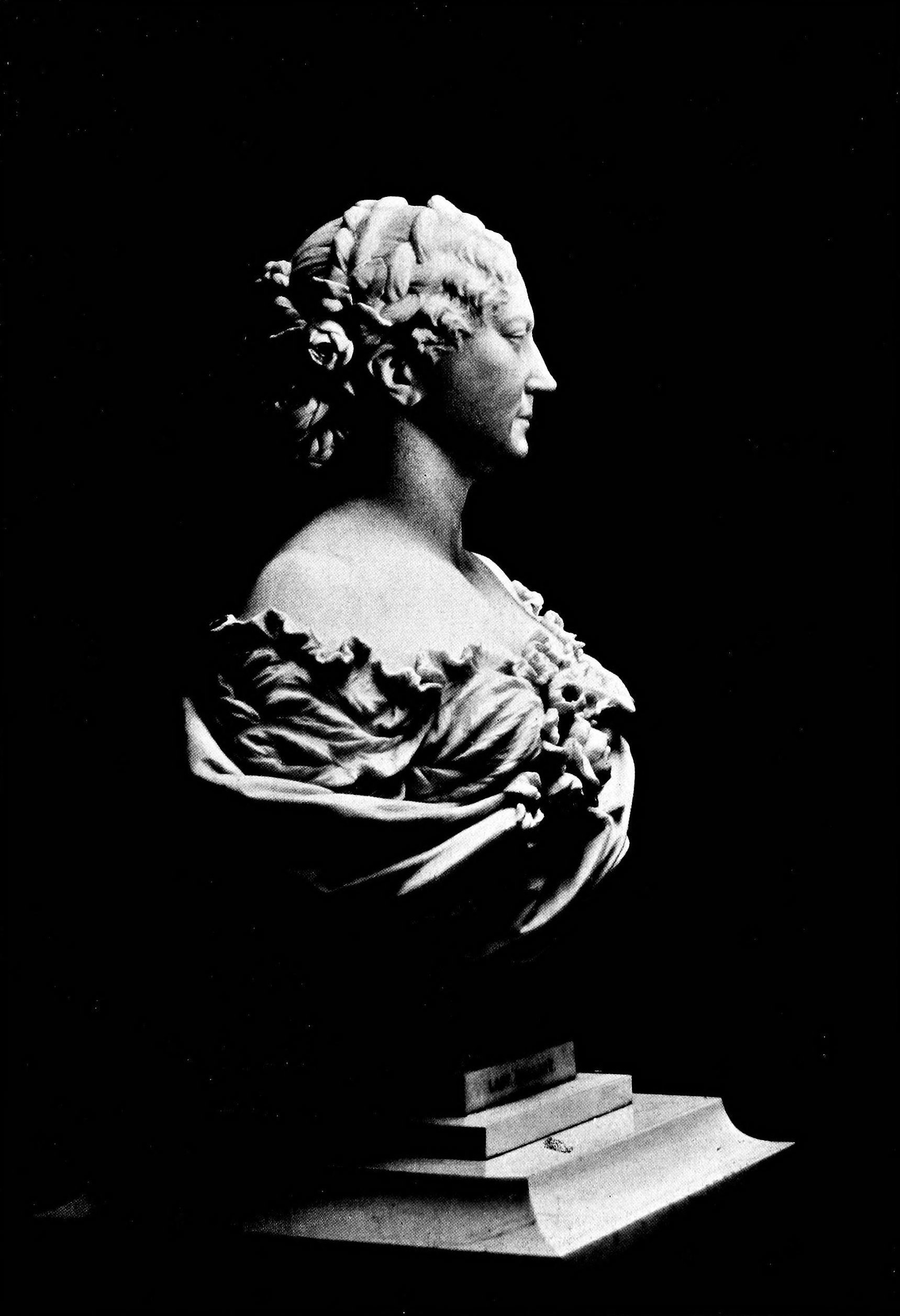
buste de Mme Wallace